# John Gluck
Hans Rudolf (John) Gluck (* 17. Februar 1906 in Johannesburg, Südafrika; † 6. Juli 1952 in Johannesburg) war ein Assistenzarzt im Universitätskrankenhaus Eppendorf in Hamburg und Mitglied der in Opposition zum NS-Regime stehenden candidates of humanity. Er gehörte zum Widerstandskreis der später so genannten Weißen Rose Hamburg.

## KZ-Haft
Gluck wurde im Juli 1943 verhaftet und im Polizeigefängnis Fuhlsbüttel durch die Gestapo über Monate schwer misshandelt. Sein geplanter Fluchtversuch wurde von dem ebenfalls einsitzenden Gestapo-Spitzel Maurice Sachs als Agent Provocateur vorgeblich unterstützt und an die Gestapo verraten. Dennoch kam es zu keiner Anklage gegen ihn, stattdessen wurde er am 6. Juni 1944 als Schutzhäftling in das KZ Neuengamme eingeliefert. Einige Wochen später erfolgte die Überstellung in das KZ Mauthausen, auf diesem Transport befand sich unter anderem auch der ebenfalls im Zusammenhang mit der Weißen Rose inhaftierte Frederick Geussenhainer. Am 5. Mai 1945 wurde Gluck dort von amerikanischen Truppen befreit. Er erholte sich nicht von den Folgen der Haft und starb 1952 in Johannesburg, Südafrika.
Die Misshandlungen an John Gluck durch den stellvertretenden Kommandanten des Polizeigefängnis Fuhlsbüttel, Willi Tessmann, und den SS-Sturmführer Hans Reinhardt waren Gegenstand im sogenannten Fuhlsbüttel-Prozess (Fuhlsbüttel Case No. 2), der vom 1. bis 24. September 1947 im Curiohaus gegen zehn ehemalige Gestapo-Beamte des Polizeigefängnisses geführt wurde.

## Publikationen
- Über den Zusammenhang seniler Geistesstörungen mit Erlebnisfaktoren affektiver bezw. situativer Art, Diss., Berlin. de Gruyter, 1941